# راديسون بلو المهاري (فندق)
راديسون بلو المهاري أحد فنادق الخمس نجوم في مدينة طرابلس عاصمة ليبيا، وهو من معالم المدينة، ويقع على الساحل مقابل ميناء سيدي الشعاب، أعادت افتتاحه شركة راديسون بلو في عام 2009، بعد أن نفّذت شركة سوما التركية عملية الصيانة والتجديد على مبنى فندق المهاري والمقدرة مساحته الإجمالية بحوالي 32 ألف متر مربع. قبل أن تتولى مجموعة راديسون إدارة الفندق ليحمل اسمها، كان اسم الفندق «المهاري» فقط، وكان يتبع للقطاع العام في ليبيا.